# Sputhmühle
Die Sputhmühle war eine Holzschleiferei und Holzpappenfabrik, die seit 1882 im Sebnitztal nahe Mittelndorf bestand. Die von Robert Sputh gegründete Anlage war der weltweit erste Produktionsort für Bierdeckel.

## Geschichte

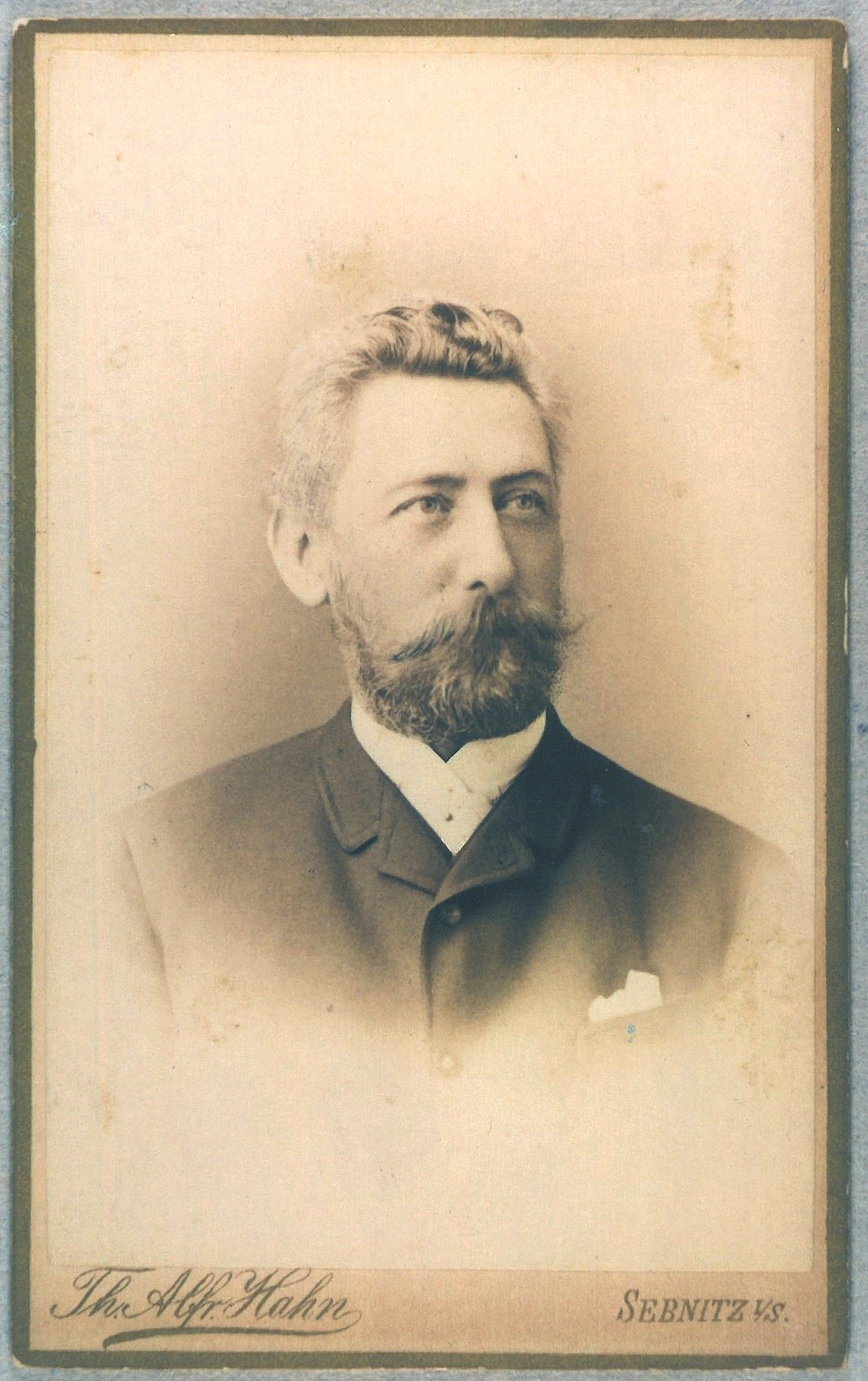
Robert Sputh, Erbauer der Sputhmühle

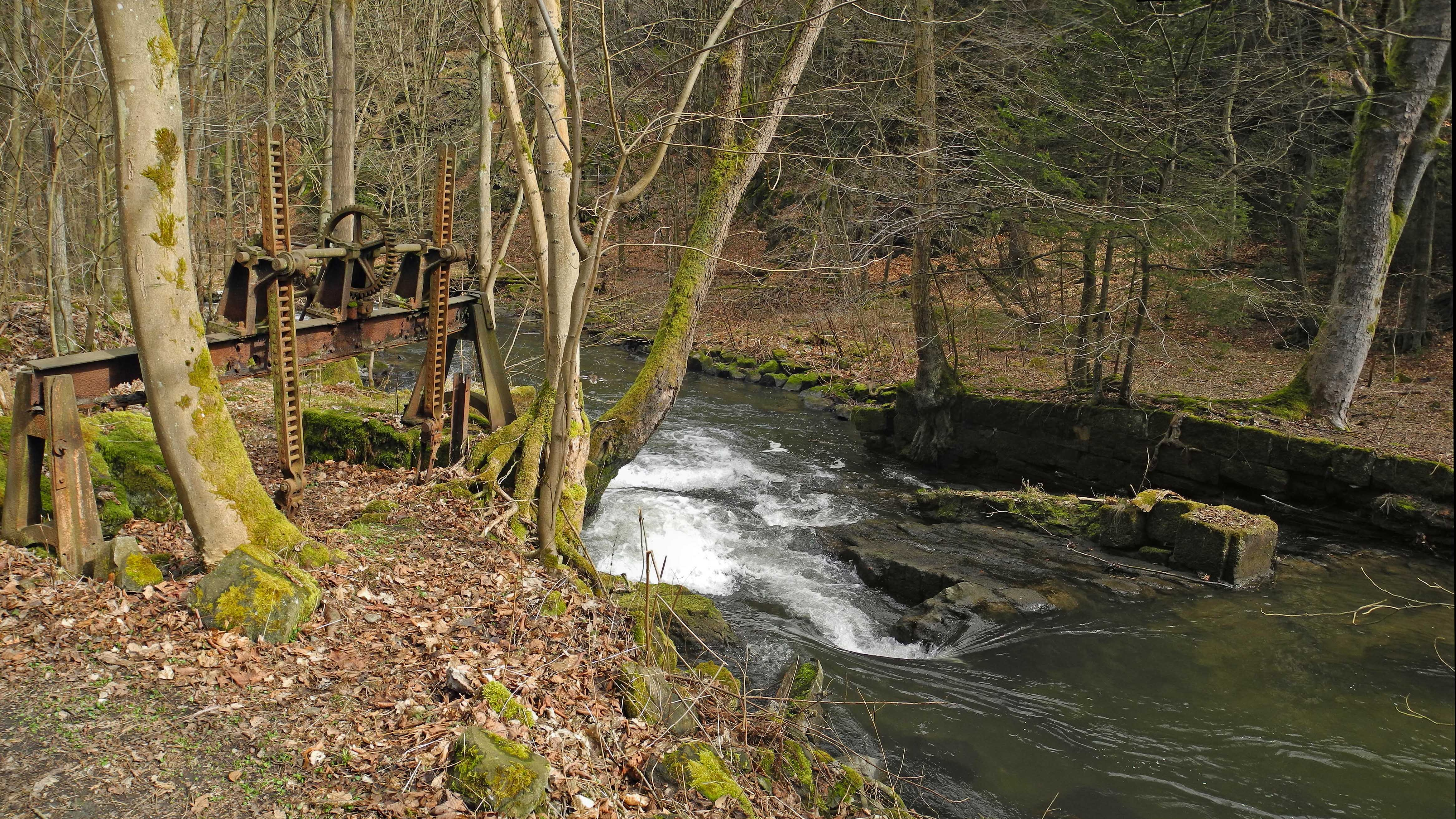
Wehr und Absperranlagen der ehem. Sputhmühle

Die Sputhmühle wurde 1882 durch Robert Sputh am Sebnitzbach etwa 200 Meter oberhalb des Haltepunktes Mittelndorf der Sebnitztalbahn als Holzschleiferei errichtet. 1883 lieferte die Firma Voith die ersten drei Holzschleifer. Hauptabnehmer des Holzschliffs war die Papierfabrik in Sebnitz. Nachdem Sputh 1892 das Patent für ein Verfahren zur Herstellung von Bierglasuntersetzern erhalten hatte, fungierte die Sputhmühle als weltweit erster Produktionsort für aus Holzschliff hergestellte Bierdeckel, die von hier bis nach Brasilien exportiert wurden. Anfangs wurden die Deckel noch im Schöpfverfahren analog der Handpapiermacherei hergestellt. Ab 1904 erfolgte die Produktion aus Holzschliffpappe, die über ein Langsieb gewonnen wurde. Der Papierbrei wurde in Formen gegossen, die über Nacht trockneten. Zur Energieerzeugung stand ab 1904 eine Dampfmaschine der Görlitzer Maschinenbauanstalt und Eisengießerei AG zur Verfügung. 1905 und 1907 lieferte die Firma Voith zwei Francis-Wasserturbinen. Die Sputhmühle beschäftigte in Spitzenzeiten bis zu 120 Mitarbeiter aus den umliegenden Dörfern. Markanter Blickfang waren die beiden 30 Meter hohen Schornsteine der Fabrik.
Da ein befestigtes Wegenetz zur Sputhmühle nicht vorhanden war, diente ein Gleisanschluss zur Sebnitztalbahn zur Anlieferung des Rohmaterials und zum Abtransport der Fertigprodukte.
Am 16. März 1937 fiel die immer noch im Besitz der Familie Sputh befindliche Fabrik einem Brand infolge Selbstentzündung zum Opfer und wurde nicht wieder aufgebaut. Ein erhaltener Seitenflügel diente bis 1967 als Wohnhaus und bis 1969 als Kinderferienlager des VEB Minol. 1970 wurde auch der Seitenflügel wegen Baufälligkeit abgerissen.
Es künden nur noch einige überwachsene Trümmer und Grundmauern von der einstigen Sputhmühle. Im Landschaftsbild sind noch der Verlauf des Mühlgrabens und die Verladestelle der Sebnitztalbahn erkennbar.
Im ehemaligen Gasthof in Mittelndorf betreut ein Verein eine Ausstellung über die Firma sowie deren Gründer.